# Movico (Alabama)
Movico es un lugar designado por el censo (en inglés, census-designated place, CDP) ubicado en el condado de Mobile, Alabama, Estados Unidos. Según el censo de 2020, tiene una población de 291 habitantes.

## Geografía
La localidad está ubicada en las coordenadas 31°3′46″N 88°1′36″O / 31.06278, -88.02667. Según la Oficina del Censo de los Estados Unidos, Movico tiene una superficie total de 2.03 km², de la cual 2.03 km² corresponden a tierra firme y (0%) 0 km² es agua.

## Demografía
Según el censo de 2020, hay 291 personas residiendo en Movico. La densidad de población es de 143,35 hab./km². El 84.2% son afroamericanos, el 7.2% son blancos, el 2.1% son amerindios, el 1% son de otras razas y el 5.5% son de dos o más razas. Del total de la población, el 1.7% son hispanos o latinos de cualquier raza.